# AIM-82
Die AIM-82 ist eine Kurzstrecken-Luft-Luft-Rakete, die von der US Air Force für Flugzeuge des Typs F-15 als Ersatz für die AIM-9 Sidewinder geplant war. Im Februar 1970 sollten die Unternehmen Hughes Aircraft, General Dynamics und Philco-Ford Vorschläge (Technik) für die AIM-82 machen. Bereits im Juli desselben Jahres wurde das Programm jedoch beendet, denn zur gleichen Zeit begann die US Navy die Entwicklung der ähnlich konzipierten AIM-95 Agile.